# Dragón Rojo Jr.
Anselmo Rivas Castro, más conocido como Dragón Rojo Jr (3 de noviembre de 1982) es un luchador profesional mexicano que trabaja para el Consejo Mundial de Lucha Libre. Dragón Rojo Jr. trabajó anteriormente bajo los nombres de Zaracatán Jr. y Diamante Negro, pero ha logrado la mayoría de su éxito como Dragón Rojo Jr. 
En sus logros se destacan un reinado como Campeón Mundial de Peso Medio del CMLL, Campeón Mundial en Parejas de la CMLL, Campeonato Mundial Histórico de Peso Medio de la NWA y el Campeonato Mundial de Tríos del CMLL. Además fue una vez ganador de CMLL "Revelación del año" en 2009, el Torneo Gran Alternativa en 2009 y La Copa Junior en 2010.
El 16 de septiembre de 2023 perdió su máscara contra Templario en el aniversario 90 del CMLL.

## Vida personal
Dragón Rojo, Jr. tiene un título universitario en educación física y ha sido profesor de educación física en la escuela primaria del Ejido Luján, en Gómez Palacio, Durango. Él es también uno de CMLL "embajadores" en su campaña contra la Tuberculosis, aumentando conciencia y fondos para la lucha contra la enfermedad.
En marzo de 2018, hizo un casting para el Reality de TV Azteca, MasterChef México 2018, para el cual solamente logró posicionarse entre 20 postulantes justo antes de la selección de los 18 participantes que competirían entre ellos por el título de MasterChef México 2018.

## Carrera

### Inicios
Después de entrenar durante dos años, bajo las enseñanzas de Raúl Díaz y Dandy García, hizo su debut el 28 de junio de 2001, usando el nombre de Zaracatán Jr. como técnico. Lo nombraron en la zona Lagunera como "Novato del año" por su trabajo en la promoción local de espectáculos en Torreón y Gómez Palacio en Durango. Después de su año de novato, sufrió una lesión que le obligó a salir de la lucha libre durante dos años, mientras se encontraba en rehabilitación. Cuando regresó al ring cambió su nombre a Diamante Negro, Jr. como rudo, poco después removió el Jr. y empezó a trabajar como Diamante Negro. Como Diamante Negro ganó la máscara de dos luchadores en Luchas de Apuestas, Tackle y Guerrero ambos en 2007.

### Consejo Mundial de Lucha Libre

#### 2007-presente
En el 2007, Diamante Negro fue firmado por el Consejo Mundial de Lucha Libre, después de haber sido invitado a entrenar con Último Guerrero. En el 2008 fue nombrado como miembro de la "Generación del 75", un grupo de luchadores jóvenes que ejemplifican el "futuro de la CMLL" en el año del séptimo aniversario de la CMLL. El grupo también incluye a Mictlán, Tiger Kid, Hijo del Faraón, Axxel, El Hijo del Fantasma, Bronco, Metalik, Puma King, Skándalo, Súper Nova and Vangelis.
Diamante Negro estaba programado para hacer equipo con Último Guerrero en el Torneo Gran Alternativa (2008), pero en julio del 2008 se anunció oficialmente que había cambiado de nombre y sería a partir de entonces que trabajaría como 'Dragón Rojo Jr.'. El nuevo personaje y máscara fue señalado teniendo un notable parecido con un personaje animado del mismo nombre en El show de los Campeones de la Lucha Libre. Él y Último Guerrero ganaron Torneo Gran Alternativa (2008) derrotando a los equipos de Shocker y Ángel Azteca Jr., Blue Panther y Axel, y en la final derrotando a Dos Caras Jr. y Metalik. El 9 de agosto de 2008 Dragón Rojo Jr. ganó su más grande "Luchas de Apuestas" hasta la fecha, ya que ganó la máscara de Mictlán, lo que le obligó a desenmascararse y revelar su verdadero nombre según las tradiciones de Lucha Libre.
En diciembre de 2008 Dragón Rojo, Jr. ganó una oportunidad por el Campeonato Nacional Mexicano de Peso Welter contra Sangre Azteca. El combate por el título terminó en un doble conteo fuera dejando Sangre Azteca como campeón, pero mostrando que Dragón Rojo, Jr. no fue fácilmente derrotado. Tras el combate Dragón Rojo Jr. y Sangre Azteca empezaron a hacer equipo juntos, a menudo con Black Warrior como el tercer hombre, rápidamente formando un trío llamado Poder Mexica. El grupo tuvo un éxito mixto en torno a México, pero se mantuvo invicto en la Arena México, sede principal del CMLL y pronto se ganó una oportunidad por el Campeonato Nacional de Tríos Mexicanos en poder de El Sagrado, La Sombra y Volador Jr.. Poder Mexica ganó el título en su primer intento, derrotando a los campeones del 3 de febrero de 2009. En marzo de 2009 Misterioso, Jr. tomó el lugar de Black Warrior en varios encuentros en la Ciudad de México y más tarde se convirtió en un miembro oficial del Poder Mexica. En el evento del 2009 "Homenaje a Dos Leyendas" Dragón Rojo Jr., Sangre Azteca y Misterioso Jr. perdieron ante los Campeones Mundiales de Tercias del CMLL Héctor Garza, La Máscara y El Hijo del Fantasma. El 19 de diciembre de 2009 fue anunciado por la Comisión de Box y Lucha Libre México DF que Poder Mexica había sido despojado de su título nacional mexicano tríos porque Black Warrior había dejado CMLL, rompiendo el equipo. Al mismo tiempo se anunció un torneo de ocho equipos para coronar a un nuevo campeón tríos. La primera parte del torneo se llevó a cabo el 22 de diciembre de 2009 y la otra parte tuvo lugar el 29 de diciembre. En la primera parte, el equipo de Máscara Dorada, Stuka Jr. y Metro llegó a la final. La segunda parte vio a Poder Mexica (Azteca, Rojo Jr. y Misterioso Jr.) derrotar a Fabián El Gitano, Máximo y Rouge y luego Delta, Leono y Valiente para clasificarse a la final. El 6 de enero de 2010 Máscara Dorada, Stuka Jr. y Metro derrotaron a Poder Mexica para convertirse en los nuevos Campeones de Tríos de México. El 2 de noviembre de 2010, Dragón Rojo Jr. sustituyó a un lesionado Atlantis y se asoció con Último Guerrero para derrotar a Mr. Águila y Héctor Garza por el Campeonato Mundial de parejas del CMLL. Después del encuentro Dragón Rojo Jr. anunció que se iba de Poder Mexica para unirse a Los Guerreros de la Atlántida. El 10 de diciembre Dragón Rojo Jr. derrotó a Máximo, La Máscara, La Sombra y Volador Jr. en los encuentros individuales para avanzar a la final de La Copa Junior 2010. El 25 de diciembre derrotó a Averno en la final para ganar el torneo. El 18 de noviembre de 2011, Dragón Rojo Jr. derrotó a Jushin Liger para ganar el Campeonato Mundial de Peso Medio del CMLL, haciendo de él un doble campeón. El 3 de agosto durante el Super Sábado show, Dragón Rojo Jr. y Último Guerrero perdieron el Campeonato Mundial de parejas del CMLL contra Atlantis y Diamante Azul, poniendo fin a su reinado de 640 días, el reinado más largo en la historia del título. El 28 de septiembre de 2012 CMLL Súper Sábado, Dragón Rojo Jr. derrotó al representante de New Japan Pro Wrestling Prince Devitt para ganar el Campeonato Mundial Histórico de peso medio de la NWA, convirtiéndose en un doble campeón de peso medio. Después de la victoria, Dragón Rojo Jr. dejó a Los Guerreros del Infierno para formar un equipo con Rey Escorpión.

## En lucha
- Movimientos finales
  - Patadas Laguneras / Diamante Kick (Dropkick)
  - Sitout powerbomb[7][8]

## Campeonatos y logros
- Consejo Mundial de Lucha Libre
  - Campeonato Mundial de Peso Medio del CMLL (1 vez, actual)
  - Campeonato Mundial en Parejas del CMLL (1 vez) con Último Guerrero
  - Campeonato Mundial Histórico de Peso Medio de la NWA (1 vez)
  - CMLL "Revelation" of the year: 2009[9][10]
  - La Copa Junior (2010)
  - Campeonato Mundial de Tríos del CMLL (1 vez) con Último Guerrero
  - Torneo Gran Alternativa (2008) con Último Guerrero

- Pro Wrestling Illustrated
  - Situado en el Nº 217 en los PWI 500 de 2012.[11]

## Luchas de apuestas
| Apuesta   | Ganador         | Perdedor       | Lugar                    | Fecha                    | Nota                |
| --------- | --------------- | -------------- | ------------------------ | ------------------------ | ------------------- |
| Cabellera | Diamante Negro  | Tackle         | Gómez Palacio, Durango   | 23 de septiembre de 2007 | Inicios             |
| Cabellera | Diamante Negro  | Guerrero       | Gómez Palacio, Durango   | 2007                     | Inicios             |
| Máscara   | Dragón Rojo Jr. | Mictlán        | Ciudad de México, México | 29 de agosto de 2008     | CMLL                |
| Máscara   | Templario       | Dragón Rojo Jr | Ciudad de México, México | 16 de septiembre de 2023 | 90 aniversario CMLL |